# Kozia Góra (Góry Opawskie)
Kozia Góra lub Klasztorne Wzgórze (niem. Ziegen Berg, cz. Kozí hora) – wzgórze w polskiej części Gór Opawskich, w Sudetach Wschodnich, o wysokości 316 m n.p.m. Położone na południu Prudnika, w Lesie Prudnickim, na skraju masywu Długoty. Należy do Korony Parku Krajobrazowego Góry Opawskie.

## Nazwa
Nazwa szczytu pochodzi z przeszłości, kiedy na wzniesieniu okoliczni mieszkańcy wypasali kozy. W czasach niemieckich wzniesienie nosiło nazwę Ziegen Berg. Według dawnych map mianem Ziegen Bergu określano również wyniosłość terenu (323 m n.p.m.) położoną niecały kilometr na zachód od Koziej Góry. Po II wojnie światowej funkcjonowały polskie nazwy Klasztorne Wzgórze i Klasztorna Góra, jednak nie przyjęły się, ponieważ przez nie wzgórze często mylono z sąsiednią Kapliczną Górą. Nazwa Kozia Góra jest powszechnie używana od 1994, dzięki przewodnikowi Marka Sitki, który odnalazł na starych mapach niemiecką nazwę wzniesienia.

## Geografia
Wzgórze położone jest w północno-wschodniej części Gór Opawskich, na północnej ich krawędzi, na obszarze Parku Krajobrazowego Góry Opawskie, w odległości ok. 3 km na południowy zachód od centrum Prudnika. Jest to niewielkie kopulaste wzniesienie o regularnej rzeźbie i ukształtowaniu oraz łagodnych zboczach z mało wyrazistym płaskim szczytem. Wznosi się w końcowym odcinku bocznego grzbietu odchodzącego od głównego pasma Gór Opawskich w kierunku północno-wschodnim będącym przedłużeniem wschodniego grzbietu Okopowej. Wzniesienie charakteryzuje się regularną rzeźbą i ukształtowaniem oraz łagodnymi zboczami ponacinanych skarpami. Wzgórze ze wszystkich stron wyraźnie wydzielają wykształcone doliny bezimiennych dopływów rzeki Prudnik. Wzniesienie zbudowane ze skał osadowych pochodzenia morskiego, głównie piaskowców, szarogłazów. Zbocza pokryte są niewielką warstwą młodszych osadów z okresu zlodowaceń plejstoceńskich. Większa część powierzchni wzniesienia łącznie z partią szczytową porośnięta jest krzakami i zaroślami. Na wschodnim zboczu poniżej szczytu, w Lesie Prudnickim, znajduje się sanktuarium św. Józefa, a u północno-wschodniego podnóża wzniesienia położone jest miasto Prudnik. Położenie wzniesienia, kształt oraz wieża widokowa czynią wzniesienie rozpoznawalnym w terenie. Zboczami trawersują ścieżki i drogi, a na szczyt prowadzi niewielka alejka.

## Historia

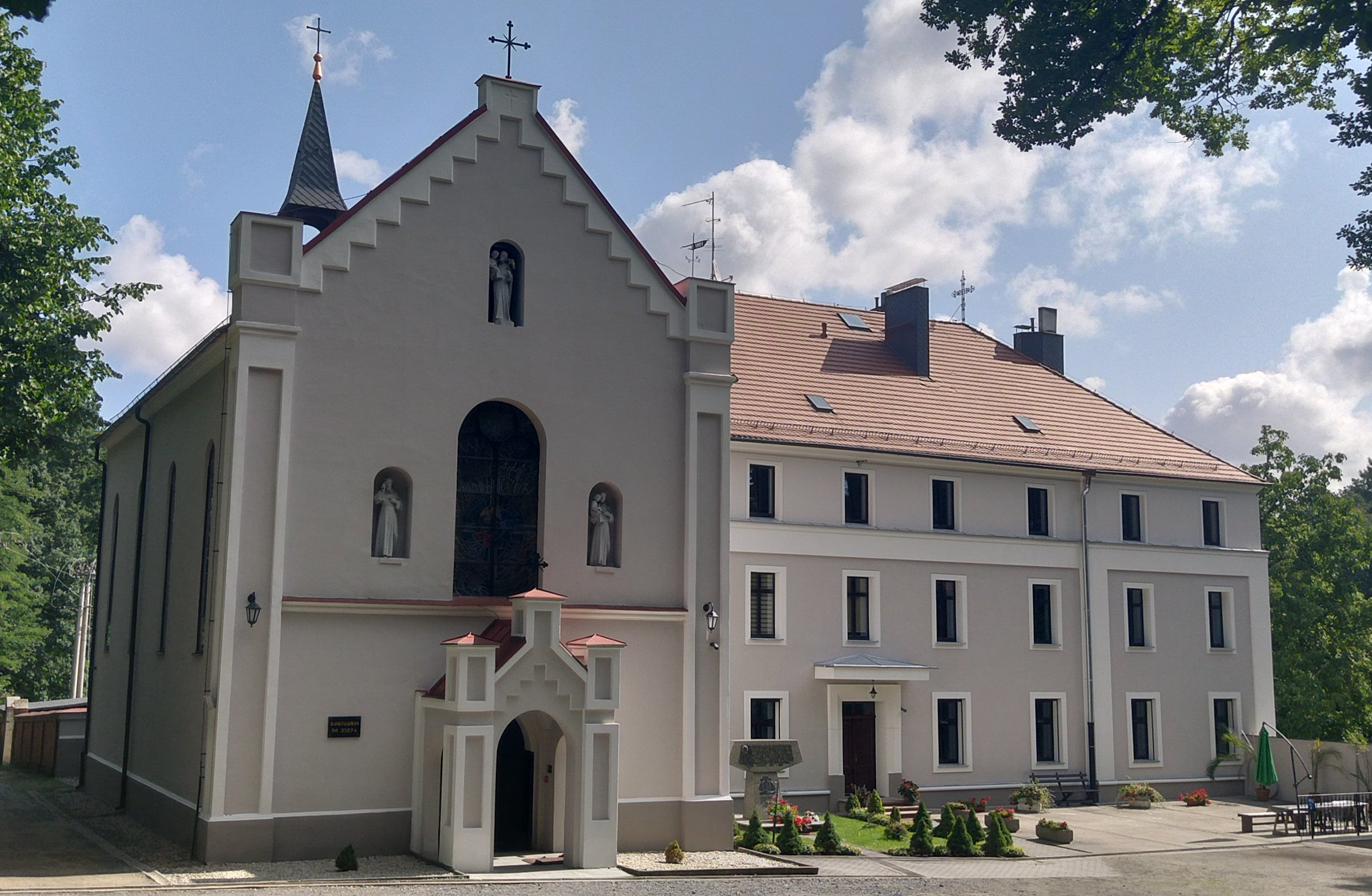
Klasztor franciszkanów, sanktuarium św. Józefa

Wzgórze co najmniej od XVIII wieku było pozbawione lasu, lecz ze względu na skalistość ziemi nic tu nie uprawiano. Tutejsze pola i łąki wchodziły w skład folwarku Lipno. Na północno-zachodnim zboczu Koziej Góry, na wysokości ok. 290 m n.p.m. położony jest głęboki jar, którego dno porasta roślinność zaroślowa a skarpy roślinność leśna. Niemcy mieszkający w Prudniku przed II wojną światową nazwali jar „Doliną Mordu”. Nazwa ta odnosiła się do legendy o tym miejscu: „Niegdyś jechał tędy kupiec z wozem pełnym smoły i zdrzemnął się w południe. Wtem pojawili się zbójcy, mordując okrutnie śpiącego przez zalanie mu ust wrzącą smołą i rabując. Widząc potem, co uczynili, postradali zmysły”.
3 marca 1852 do Prudnika przybył zakonnik Lothar, w odpowiedzi na propozycję biskupa wrocławskiego kardynała Diepenbrocka dotyczącą założenia na terenie diecezji konwentu zakonnego alkantarzystów. Poszukiwał on miejsca cichego i ustronnego. Alkantarzyści otrzymali w darze od mistrza rzeźnickiego, radnego Franciszka Schneidera, kawałek ziemi o powierzchni, 12 morgów, położony na wschodnim zboczu Koziej Góry. Zakonnicy 22 marca 1852 rozpoczęli budowę klasztoru, którą ukończono w lipcu. 9 sierpnia 1852 biskup poświęcił klasztor z kaplicą. Alkantarzystom nie układała się współpraca z nowym wrocławskim biskupem Heinrichem Försterem. W wyniku konfliktu z księżami diecezjalnymi w lutym 1855, alkantarzyści z nakazu biskupa Förstera, opuścili klasztor pod Kozią Górą. W 1863 klasztor wraz z kaplicą przejęli franciszkanie.

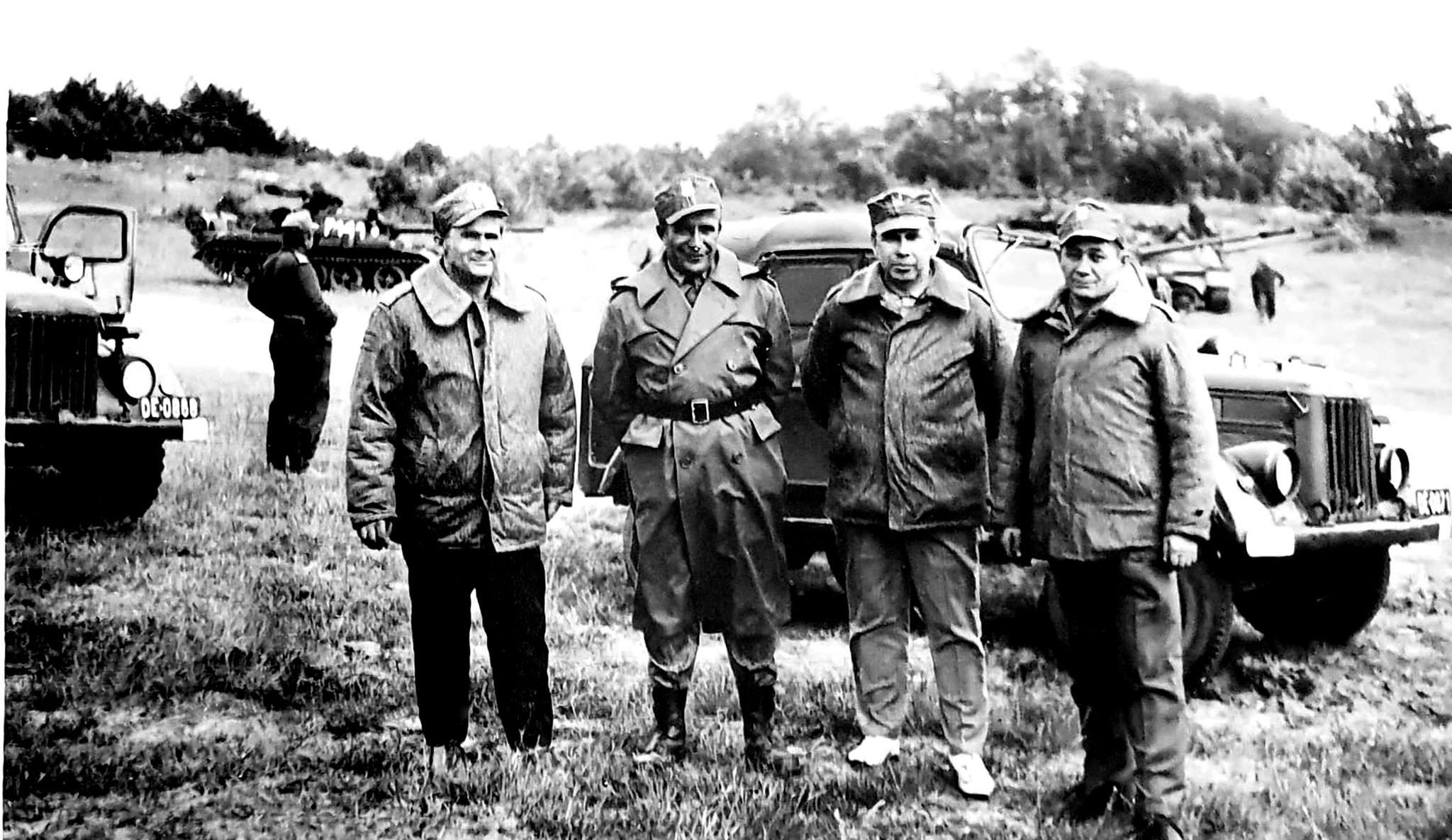
Poligon garnizonowy na Koziej Górze (lata 60. XX wieku)

W okresie PRL-u rejon Koziej Góry został przejęty przez wojsko. Do czasu likwidacji jednostek Wojska Polskiego stacjonujących w Prudniku funkcjonował na niej poligon garnizonowy. Na poligonie istniało ćwiczebne miasteczko „Jedlicze”, w którym żołnierze ćwiczyli walkę w terenie zabudowanym. Wojskowi nazywali wzniesienie „Wzgórzem 108”. Teren ćwiczebny był bogato wyposażony w urządzenia służące szkoleniu żołnierzy. Do dziś szczyt Koziej Góry otaczają pierścienie okopów i znajdują się tu ruiny budowli ćwiczebnych. Do początku lat 90. XX wieku przy drodze do klasztoru franciszkanów znajdował się korpus radzieckiego czołgu T-34 oraz pojazdu gąsienicowego ze zdemontowanymi działami.
W 1956 potwierdzono stanowisko kłokoczki południowej na Koziej Górze.
Po wyprowadzeniu się wojska z Prudnika, dawny poligon na Koziej Górze został zaadaptowany na cele cywilne. Stoki wzniesienia powoli zarastają lasem z przewagą pionierskich drzew, między innymi brzóz. Wyrównane zostały zbocza ze ścieżkami.

## Ochrona przyrody
Wzgórze znajduje się na obszarze Parku Krajobrazowego Góry Opawskie. Na północno-wschodnich stokach Koziej Góry zlokalizowany jest proponowany zespół przyrodniczo-krajobrazowy „Prudnik Las”. Według programu ochrony przyrody dla Nadleśnictwa Prudnik, w tymże miejscu znajduje się „rozległy obszar mozaiki krajobrazowej, z przewagą terenów nieużytków oraz zadrzewień, o łącznej powierzchni 11,40 ha”, „obszar odznacza się bardzo wysokimi walorami fizjonomicznymi krajobrazu oraz posiada duże znaczenie kulturowe”.

## Turystyka

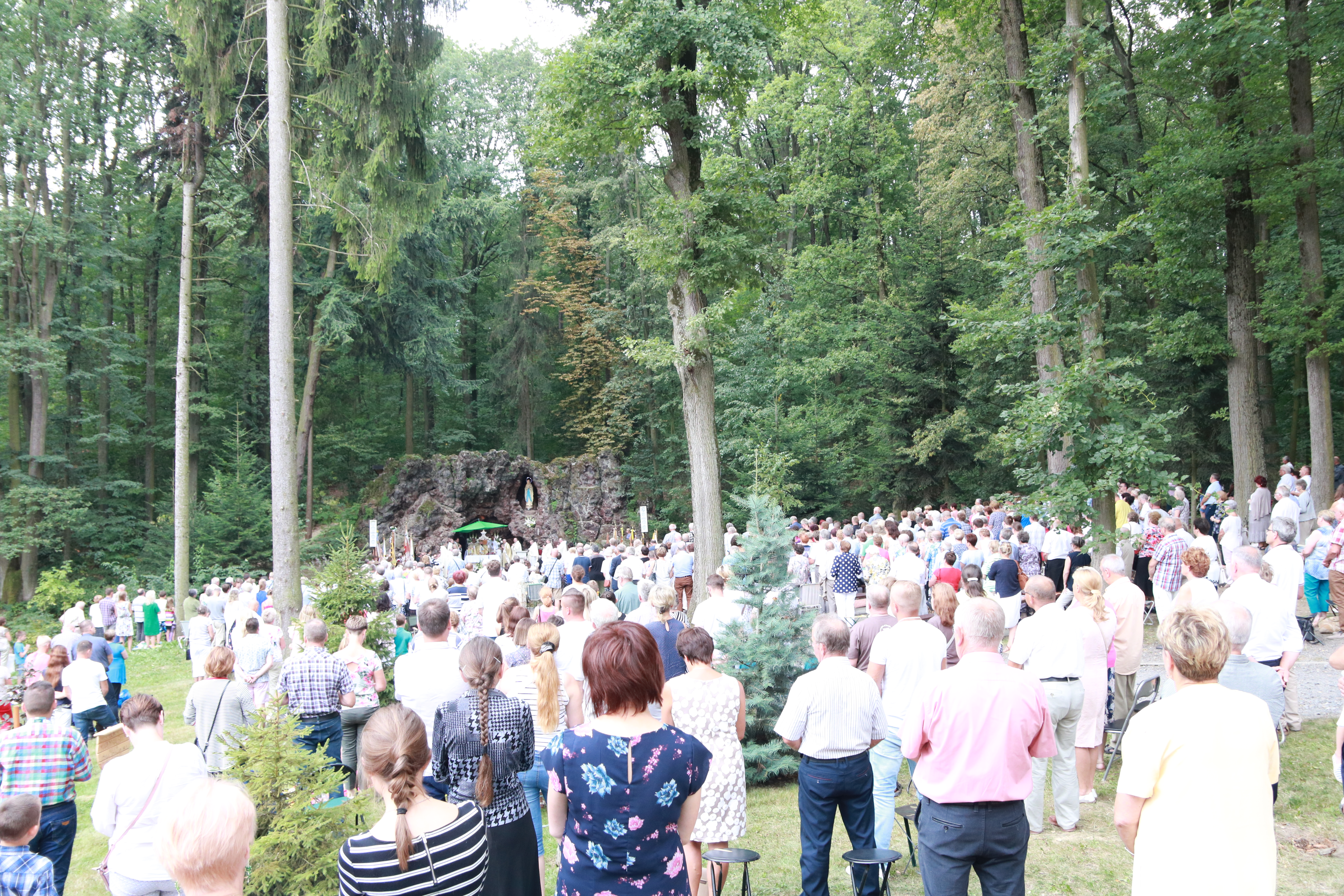
Uroczystość NMP Anielskiej z Porcjunkuli w sanktuarium św. Józefa

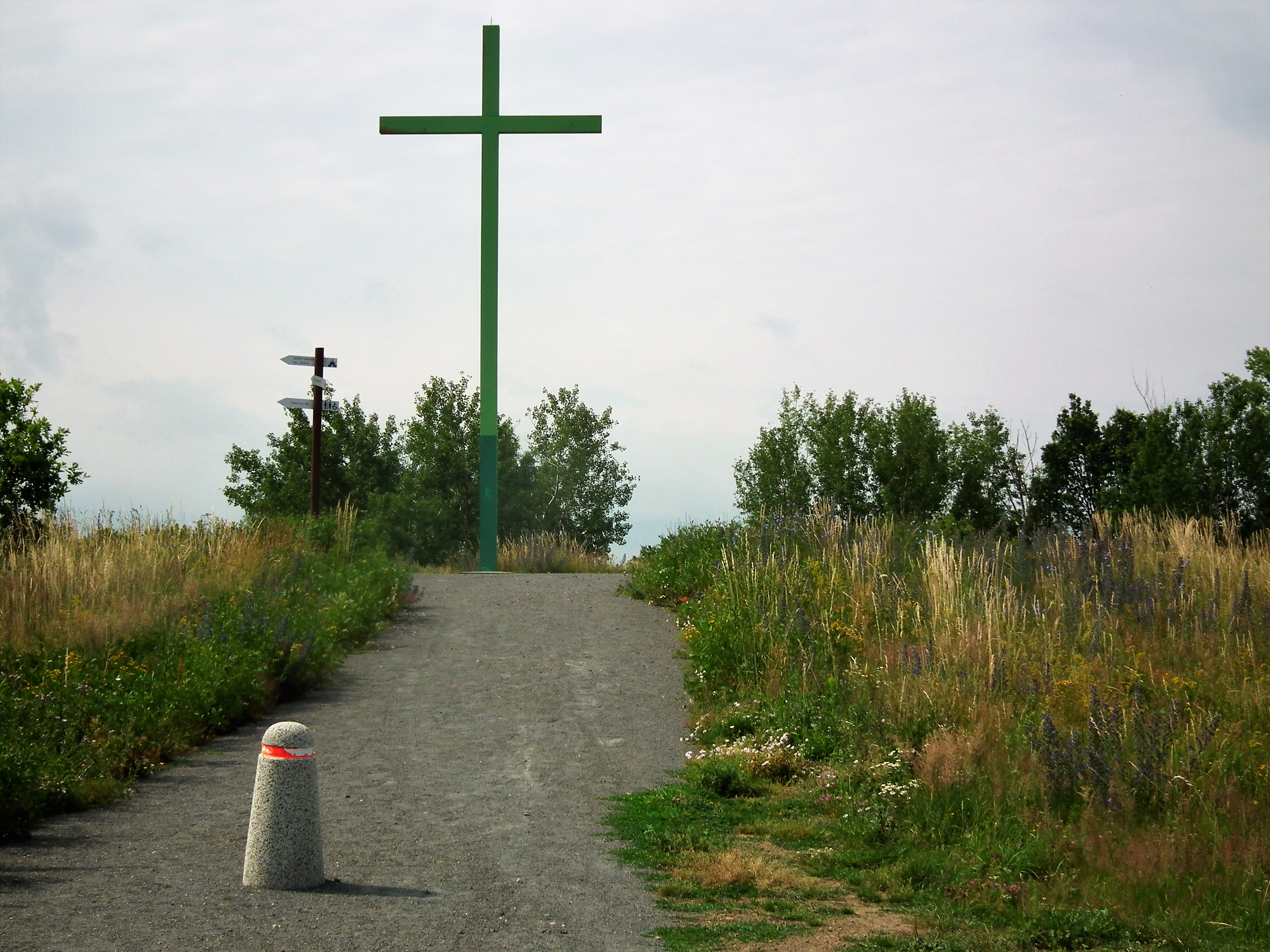
„Zielony Krzyż Nadziei” na szczycie Koziej Góry

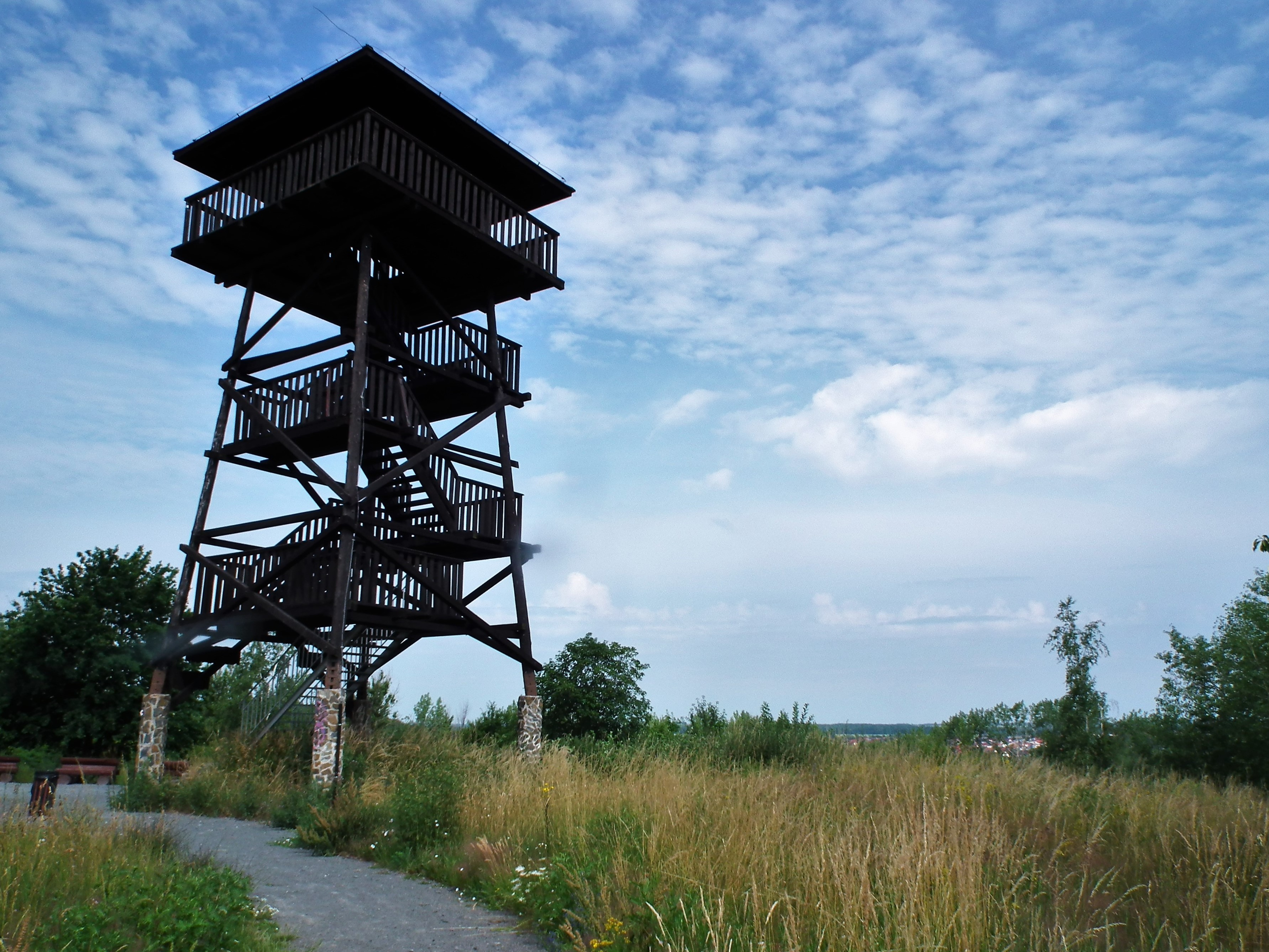
Wieża widokowa na Koziej Górze

Obecnie Kozia Góra pełni rolę rekreacyjnych okolic Prudnika. Ze względu na wzrost zainteresowania okolicami wzgórza turystów, na Koziej Górze aktywnie powstają nowe miejsca rekreacji i wypoczynku. Zbudowano sanitariaty dla turystów i pielgrzymów, powstała prowadząca na górę ścieżka pieszo-rowerowa. Przybywający tu turyści zmierzają przede wszystkim do sanktuarium św. Józefa na wschodnim zboczu wzgórza, w którym w latach 1954–1955 internowany był prymas Polski Stefan Wyszyński. Sanktuarium stanowi ważne centrum pielgrzymkowe.
26 maja 2001, w ramach prudnickich obchodów Roku Stefana Kardynała Wyszyńskiego, na szczycie Koziej Góry postawiony został „Zielony Krzyż Nadziei” – największy krzyż w Prudniku i okolicy. Mierzy on 10 metrów. W krzyż wmurowany został kamień z ogrodu Oliwnego, przywieziony z Ziemi Świętej przez Antoniego Dudka.
Obok „Zielonego Krzyża Nadziei” znajduje się dostępna całorocznie drewniana wieża widokowa. Otwarta w 2009, ma 15 m wysokości, przy czym górny taras widokowy znajduje się na wysokości 11 m. Z najwyższego tarasu rozciąga się widok na Góry Opawskie (masyw Biskupiej Kopy i Srebrnej Kopy), Prudnik, a przy dobrej widoczności na Górę Świętej Anny. Pod wieżą znajdują się stoliki z ławkami.
Z sanktuarium św. Józefa na szczyt wzniesienia prowadzi „Alejka Wilka z Gubbio”, wykonana według pomysłu Antoniego Dudka – byłego gwardiana klasztoru franciszkanów. Wzdłuż ścieżki rozstawione są tablice prezentujące historię wilka z Gubbio przedstawioną w Kwiatkach św. Franciszka. Rysunki umieszczone na tablicach wykonały dzieci ze szkół w Prudniku.
15 czerwca 2023 na kamieniach na Koziej Górze odsłonięto tablice upamiętniające zbrodnię katyńską i katastrofę smoleńską.

### Szlaki turystyczne
W rejonie Koziej Góry przebiegają szlaki turystyczne:
- Główny Szlak Sudecki im. Mieczysława Orłowicza (440 km): Prudnik – Świeradów-Zdrój
- Szlak Historyczny Lasów Królewskiego Miasta Prudnik (17,5 km): Park Miejski w Prudniku – stare dęby w Prudniku – Kapliczna Góra – Kobylica – Dębowiec – rozdroże pod Trzebiną – sanktuarium św. Józefa – Kozia Góra – Prudnik–Lipy – Park Miejski w Prudniku
- Ścieżka spacerowa „Od Jana Pawła II do Stefana Wyszyńskiego” (5,3 km): kościół Miłosierdzia Bożego w Prudniku – Czyżykowa Góra – sanktuarium św. Józefa
- Ścieżka dydaktyczna „Las Prudnicki” (7 km): ul. Dąbrowskiego w Prudniku – stare dęby w Prudniku – Kobylica – sanktuarium św. Józefa – ul. Dąbrowskiego w Prudniku

### Szlaki rowerowe
W rejonie Koziej Góry przebiegają szlaki rowerowe:
- Turystyczna trasa rowerowa Gór Opawskich (40 km): Prudnik – sanktuarium św. Józefa – Chocim – Dębowiec – Wieszczyna – Pokrzywna – Jarnołtówek – Konradów – Głuchołazy – Gierałcice – Biskupów – Burgrabice – Sławniowice
- Wokół Lasu Prudnickiego – Pętla II (13,5 km): Prudnik – sanktuarium św. Józefa – rozdroże pod Trzebiną – Dębowiec – Prudnik
- Śladami Kardynała Stefana Wyszyńskiego (3 km): Park Miejski w Prudniku – Prudnik–Lipy – sanktuarium św. Józefa

### Szlaki konne
W rejonie Koziej Góry przebiega wyznaczony jeden szlak konny:
- (11 km): biegnie przez Las Prudnicki między Kozią Górą a Moszczanką